# Comme ça, c'est fait!
Comme ça, c'est fait! è un cortometraggio del 2006 diretto da Axel du Bus e da Michael Havenith.

## Trama
Una casetta delle vacanze nella campagna belga diventa teatro delle speculazioni artistiche di un paio di giovanotti. I due (capiremo alla fine che sono due registi alla ricerca della vena ispiratrice) hanno deciso di riparare in campagna per lavorare al prossimo film. Soggiorno fuori stagione, sole palliduccio, nessun dialogo, file del computer desolatamente vuoti.
Nell'ultima scena, cambio totale: uscita ufficiale del film nelle sale, intervista di critico intellettuale ai due autori... chissà qual è stata la musa che è intervenuta a risolvere i loro problemi... Forse solo un buon bicchier di vino.

## Produzione
Il film è stato prodotto dagli stessi registi del cortometraggio che è stato girato nella campagna belga.

## Distribuzione
È stato presentato in concorso nel novembre 2007 al 12º Festival internazionale del cortometraggio di Siena e nel 2008 alla 17ª edizione del Film Festival Internazionale Visionaria

## Frase pubblicitaria di accompagnamento del film
"I misteri della creazione cinematografica svelati per la prima volta!"

## Riconoscimenti
- 2007 Festival internazionale del cortometraggio di Siena  Premio In corto...Veritas
- 2008 Visionaria International Film Festival  Premio della giuria